# Coniopteryx timidus
Coniopteryx timidus là một loài côn trùng trong họ Coniopterygidae thuộc bộ Neuroptera. Loài này được Hagen in Berendt miêu tả năm 1856.